# Salome Clausen
Salome Clausen (née le 20 février 1986 à Brigue-Glis) est une chanteuse suisse. Elle est la gagnante de la deuxième saison du télé-crochet MusicStar de Schweizer Fernsehen.

## Biographie
Salome Clausen apprend à jouer du saxophone en 1998 puis suit une formation vocale classique en 1999. Fin 2004, elle participe au télé-crochet suisse MusicStar, qu'elle remporte en finale le 26 février 2005 au télévote.
Elle collabore avec Trauffer pour un répertoire en valaisan.
Le seul single de Salome Gumpu sort le 30 avril 2005 et est immédiatement numéro un des ventes de singles en Suisse. Son premier album …Moji sort le 28 mai 2005 et a atteint la deuxième place dans les ventes d'albums.
Mi-janvier 2006, elle annonce sa retraite de l'industrie de la musique. Elle déclare que sa vie privée fut négligée, elle ne souhaitait pas devenir professionnelle aussi rapidement et ne s'attendait pas à ce qu'elle gagne à MusicStar. Alors qu'elle était apprentie coiffeuse quand elle remporta l'émission, elle reste dans les métiers de l'esthétisme et ouvre son propre salon de coiffure,.

## Discographie
Albim
- …Moji (2005)

Single
- Gumpu (2005)

## Source de la traduction
- (de) Cet article est partiellement ou en totalité issu de l’article de Wikipédia en allemand intitulé « Salome Clausen » (voir la liste des auteurs).